# Helena Zachrisson
Helena Gunilla Zachrisson, née le 25 décembre 1971, et morte en 1994, est une plongeuse suédoise,.
Elle a été formée par Clas Dahlgren.

## Palmarès suédois
- Championnat de Suède 1989 à Borås :
  -  Médaille d'argent du plongeon individuel à 1 m.
- Championnat de Suède 1991 :
  -  Médaille d'or du plongeon individuel à 1 m.
  -  Médaille d'or du plongeon individuel à 3 m.